# Box-office Russie 2015

## Les millionnaires
| Class. | Titre                                                | Pays                   | Réalisateur                 | Box-Office Russie |
| ------ | ---------------------------------------------------- | ---------------------- | --------------------------- | ----------------- |
| 1      | Avengers : L'Ère d'Ultron                            | Drapeau des États-Unis | Joss Whedon                 | 34 319 424 $      |
| 2      | Fast and Furious 7                                   | Drapeau des États-Unis | James Wan                   | 34 016 389 $      |
| 3      | Les Minions                                          | Drapeau des États-Unis | Kyle Balda et Pierre Coffin | 30 015 860 $      |
| 4      | Star Wars, épisode VII : Le Réveil de la Force       | Drapeau des États-Unis | J. J. Abrams                | 25 952 440 $      |
| 5      | Jurassic World                                       | Drapeau des États-Unis | Colin Trevorrow             | 23 420 356 $      |
| 6      | Terminator Genisys                                   | Drapeau des États-Unis | Alan Taylor                 | 20 132 059 $      |
| 7      | Seul sur Mars                                        | Drapeau des États-Unis | Ridley Scott                | 17 706 103 $      |
| 8      | Cinquante nuances de Grey                            | Drapeau des États-Unis | Sam Taylor-Wood             | 17 659 358 $      |
| 9      | En route !                                           | Drapeau des États-Unis | Tim Johnson                 | 17 533 046 $      |
| 10     | Vice-versa                                           | Drapeau des États-Unis | Pete Docter                 | 16 710 083 $      |
| 11     | Hôtel Transylvanie 2                                 | Drapeau des États-Unis | Genndy Tartakovsky          | 15 885 694 $      |
| 12     | Le Septième Fils                                     | -                      | Sergueï Bodrov              | 14 920 399 $      |
| 13     | Exodus: Gods and Kings                               | Drapeau des États-Unis | Ridley Scott                | 14 822 276 $      |
| 14     | Trois Héros : le chevalier                           | Drapeau de la Russie   | Constantin Feoktistov       | 12 909 250 $      |
| 15     | Kingsman : Services secrets                          | Drapeau des États-Unis | Matthew Vaughn              | 12 622 305 $      |
| 16     | Mad Max: Fury Road                                   | Drapeau des États-Unis | George Miller               | 12 488 915 $      |
| 17     | 007 Spectre                                          | Drapeau des États-Unis | Sam Mendes                  | 11 584 933 $      |
| 18     | Ant-Man                                              | Drapeau des États-Unis | Peyton Reed                 | 11 500 000 $      |
| 19     | Cendrillon                                           | Drapeau des États-Unis | Kenneth Branagh             | 11 464 091 $      |
| 20     | The Best Day (Самый лучший день)                     | Drapeau de la Russie   | Zhora Kryzhovnikov          | 10 828 870 $      |
| 21     | Everest                                              | Drapeau des États-Unis | Baltasar Kormákur           | 10 483 022 $      |
| 22     | Diversion                                            | Drapeau des États-Unis | Glenn Ficarra et John Requa | 10 283 707 $      |
| 23     | Hunger Games : La Révolte, partie 2                  | Drapeau des États-Unis | Francis Lawrence            | 10 161 646 $      |
| 24     | San Andreas                                          | Drapeau des États-Unis | Brad Peyton                 | 10 094 957 $      |
| 25     | Jupiter : Le Destin de l'univers (Jupiter Ascending) | Drapeau des États-Unis | Lana et Lilly Wachowski     | 10 023 110 $      |